# Ondrášovka

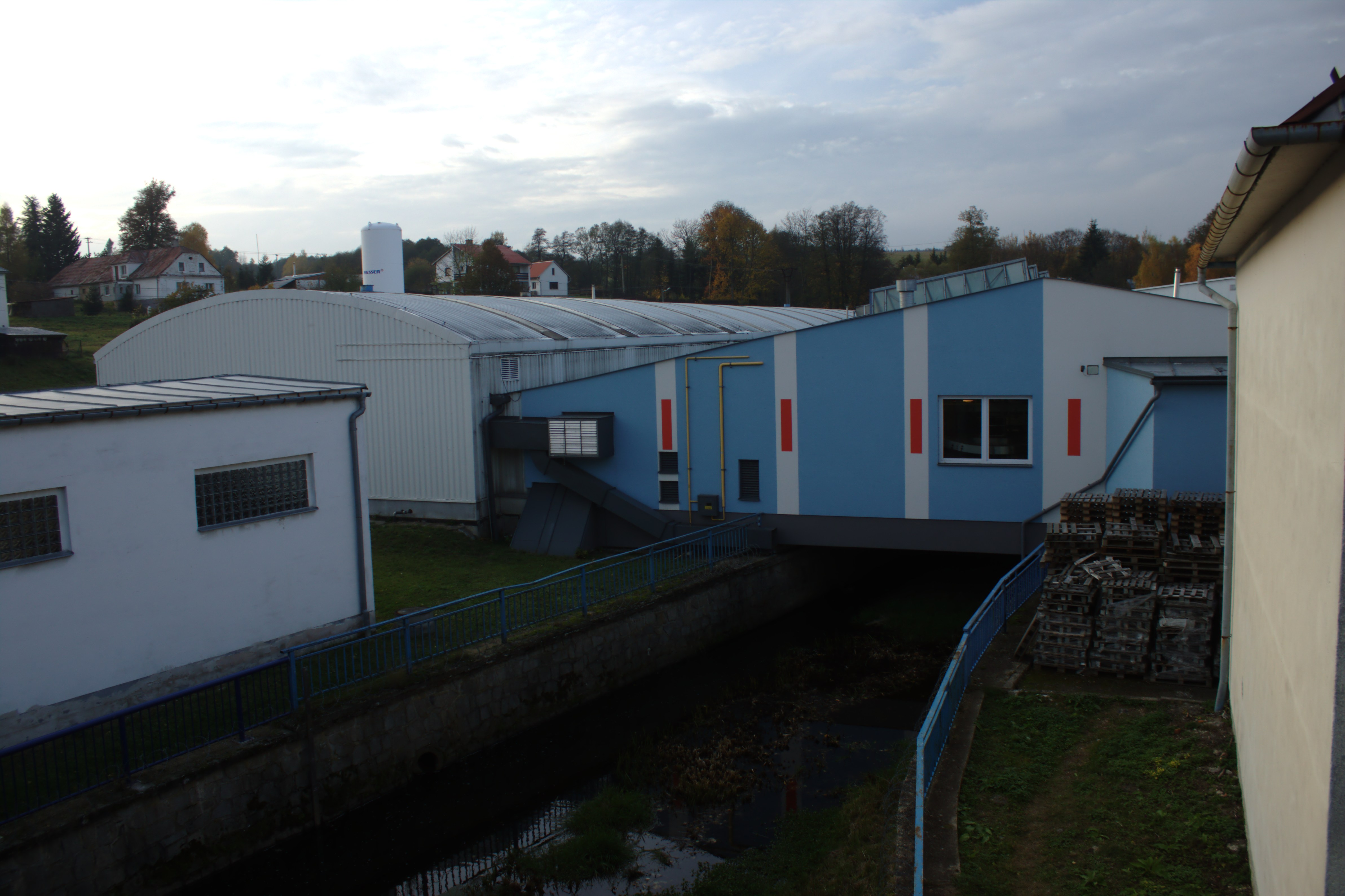
Areál plnírny v Ondrášově

Ondrášovka je minerální voda hydrochemického typu HCO3 - Ca, která vyvěrá u osady Ondrášov poblíž Moravského Berouna (okres Olomouc). Tato středně mineralizovaná uhličitá studená kyselka patří mezi minerálky, jejichž vznik souvisí s pleistocenní vulkanickou aktivitou v oblasti Nízkého Jeseníku. Od roku 2019 patří společnosti Kofola.

## Historie a lázeňství
Ondrášovka je známá od 13. století. První léčebné experimenty pocházejí ze 17. století. Zásluhou knížete von Lichtensteina zde byly na přelomu 18. a 19. století založené lázně. Léčily se krevní, srdeční a žaludeční nemoci, katary dýchacích cest a žlučníkové i ledvinové kameny. V roce 1929 bylo pro lázeňské hosty k dispozici 29 pokojů o celkem 40 lůžkách. Lázně zanikly s odsunem německého obyvatelstva po druhé světové válce.

## Stáčená minerálka
Místní minerálka se stáčela do lahví již od počátku 20. století a prodávala pod různými názvy - Šternberská kyselka, Andersdorfská kyselka, Elitis. Současná Ondrášovka je k dispozici jak stáčená v lahvích, tak zdarma pro veřejnost nedaleko železničního přejezdu u plnírenského závodu. Pochází ze zhruba 100 metrů hlubokých vrtů, které se rozkládají jižně od osady Sedm Dvorů, odkud je odváděna do plnírny.

## Chemické složení
| Pramen                   | Miner. [mg/l] | CO2 [mg/l] | Mg [mg/l] | Ca [mg/l] | Na [mg/l] | K [mg/l] | F [mg/l] | Cl [mg/l] | HCO3− [mg/l] | SO4− [mg/l] | Poznámka              |
| ------------------------ | ------------- | ---------- | --------- | --------- | --------- | -------- | -------- | --------- | ------------ | ----------- | --------------------- |
| Ondrášovka               | 560           | 2500       | 21,4      | 200       | 30,9      | 1,5      | 1,43     | 5,6       | 756          | 13,6        | [ 3 ]                 |
| Ondrášovka               | 630           | 2500       |           |           |           |          |          |           |              |             | [ 1 ]                 |
| Ondrášovka dekarbonovaná | 604           | 1300       | 18,8      | 170       | 28,2      | 1,6      | 1,35     | 6,2       | 652          | 13,4        | balena jako neperlivá |

Ondrášovka je před lahvováním odželezněna a ve verzi „neperlivá“ ještě dekarbonována. Díky vysokému obsahu vápníku a velmi nízkému obsahu sodíku ji lze uplatnit jako doplňkový zdroj vápníku. Je proto vhodná pro dospívající osoby, těhotné ženy a kojící matky, či jako prevence osteoporózy. Dle balneologické klasifikace se Ondrášovka řadí mezi středně mineralizované.

## Domašovská kyselka
V nedalekém Domašově byl známý a od roku 1891 využívaný vývěr kyselky podobného složení. Pramen byl později podchycen dvěma vrty a zpracováván v závodě na výrobu oxidu uhličitého. V 90. letech 20. století byl rozšířen o plnírnu kyselky, která se prodávala pod názvem Salacia. Podnik však zkrachoval a vrt byl uzavřen.